# Gustav III:s franska teater

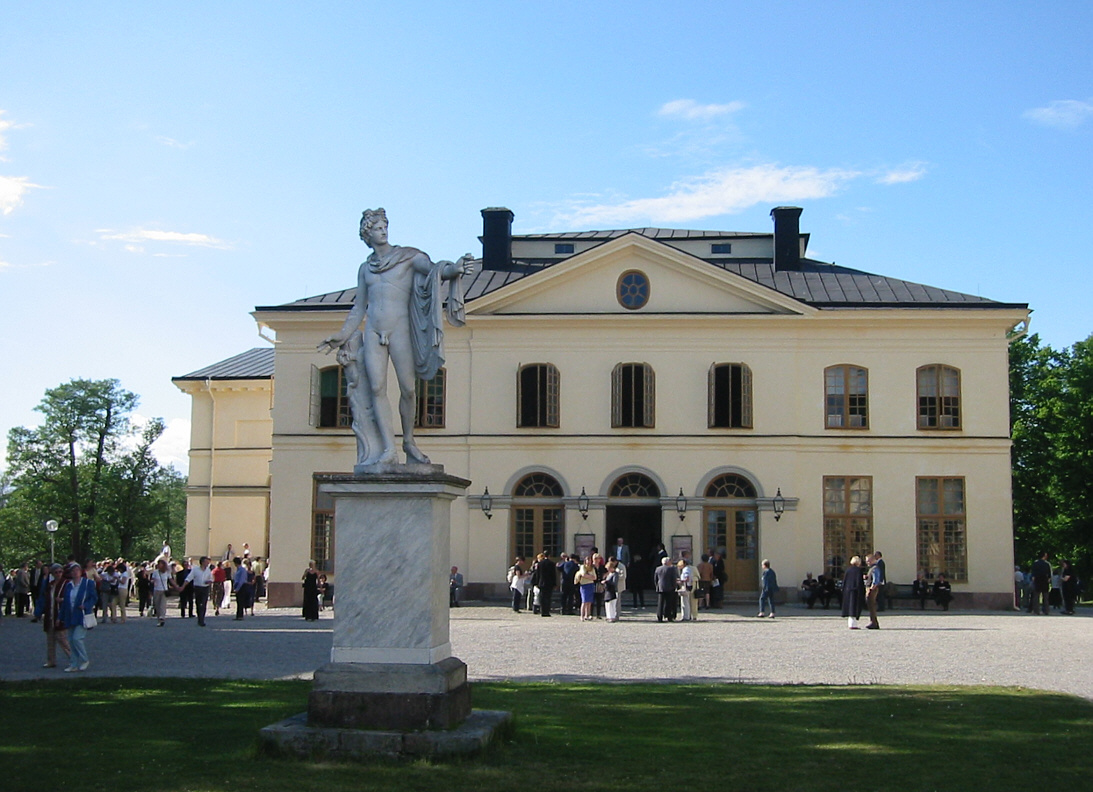
Drottningholms slottsteater.

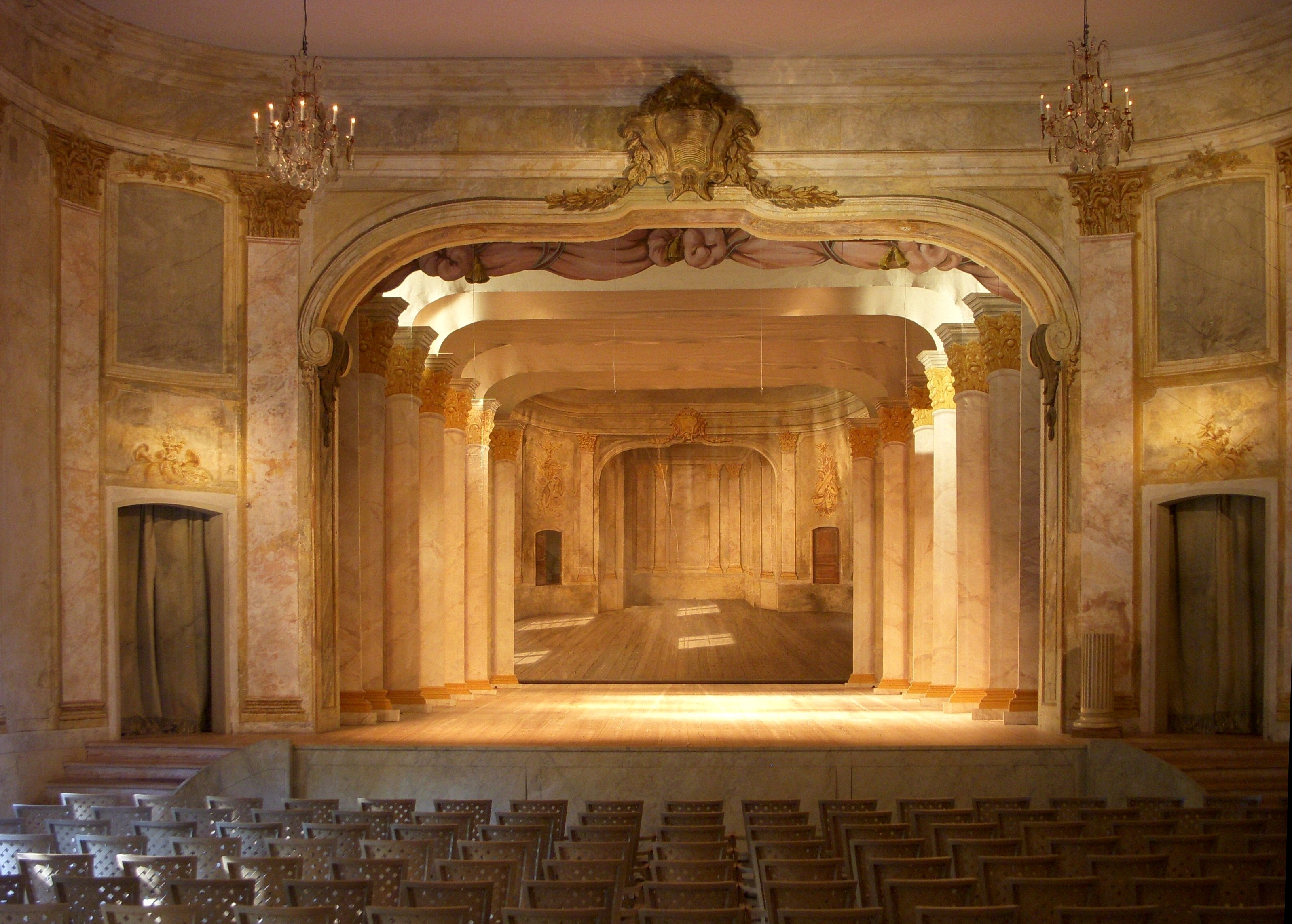
Ulriksdals slottsteater, "Confidencen".

Gustav III:s franska teater, även kallad Kongl. Franska Teatern i Stockholm , verksam mellan 1781 och 1792, var ett franskt teatersällskap, som verkade i Sverige under den gustavianska tiden. De uppträdde både vid hovet på de kungliga lustslotten och inför allmänheten i Stockholm. De fungerade även som instruktörer till den första generation av svenska aktörer vid Dramaten.

## Historia
Den franska truppen inkallades av Gustav III 1781 och uppträdde till 1783 på Drottningholms slottsteater. Från 1783 agerade de dessutom för allmänheten i Stora Bollhuset.
I Bollhuset var de franska aktörerna även lärare till de svenska skådespelarna, men de var autonoma och uppträdde enskilt, och kallades "Den Franska Teatern". Dessa aktörer undervisade många av de första svenska aktörerna, som senare skulle komma att utgöra den första generationen skådespelare vid Dramaten, då den grundades 1788. Bland de svenska eleverna nämns Lars Hjortsberg, Fredrica Löf, Maria Franck och Christina Charlotta Neuman bland de främsta.
Den franska teatern uppträdde för allmänheten i Stockholm på onsdag och fredag samt på Drottningholms slottsteater, Ulriksdals slottsteater "Confidencen" och på Gripsholms slotts teater när helst de fick order om det av hovet. Från 1788 delade de lokaler med Dramaten i Bollhuset i Stockholm, men de två trupperna uppträdde fortsatt var för sig på scenen, och kallades "Svenska teatern" respektive "Franska teatern". Den Franska teaterns föreställningar ska i allmänhet ha gynnats främst av överklassen, som förstod det franska språket.
Stockholm tedde sig alldeles för litet och kallt för de flesta av skådespelarna i Gustav III:s franska trupp. Primadonnan Sophie Hus' försök att 1786 rymma till Ryssland från sitt svenska kontrakt blev berömt. Hon lämnade Sverige året därpå efter tre års anställning. De flesta av de franska aktörerna stannade inte i Sverige längre än Sophie Hus och förnyade sällan sina kontrakt. De flesta av truppens aktörer stannade bara under ett, två eller tre år. Monsieur Cressant försökte rymma 1783 och sattes i högvakten, där han tröstades av sin kollega Adélaide-Thérèse Feuchère, som för sin del inte förnyade sitt svenska kontrakt – "beklagligen för oss östgötar", som man sade när hon for – och 1786 lämnade direktör Jacques Marie Boutet de Monvel själv Sverige under förevändning av semester, men kom inte tillbaka. Vissa kom dock att stanna i Sverige och få en större betydelse för det svenska kulturlivet. Anne Marie Milan Desguillons och Joseph Sauze Desguillons kom 1793-1800 att driva och organisera Dramatens elevskola. En annan känd medlem av truppen var Mlle Baron, som var hertig Karls mätress. Gustav III:s franska teater uppförde de senaste franska pjäserna och ansågs hålla mycket hög klass.
Teatersällskapet avskedades vid Gustav III:s död 1792. De flesta av dess medlemmar lämnade då landet.

## Medlemmar
- Mademoiselle Baron (d.1783)
- Monsieur Caron

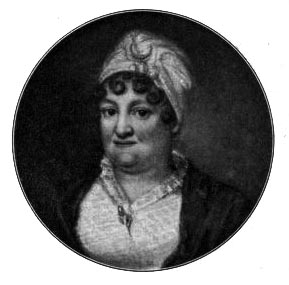
252-A. M. Desguillons

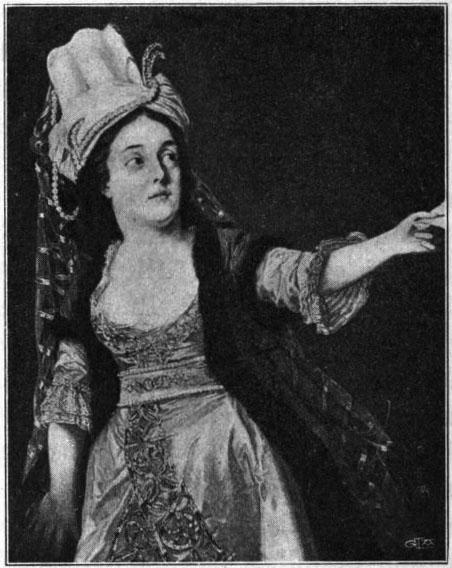
Sophie Hus

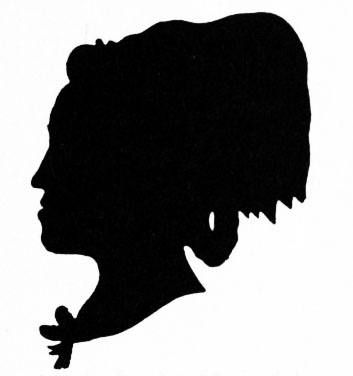
Marie Louise Marcadets siluett.

- Francois Chatillon, körmästare 1778-1788.
- Monsieur Clericourt
- Monsieur Cressent
- Monsieur Delaroche, direktör 1787-92
- Madame Delaroche
- Anne Marie Milan Desguillons, organisatör av Dramatens elevskola
- Joseph Sauze Desguillons
- Charles Louis Didelot, far till Charles Louis Didelot, balettmästare, vid Kungliga Baletten 1773.
- Elise Du Belloi, 1745-1830
- Monsieur Dugay
- Madame Dutillier
- Francois Marie Moussé Félix 1747-1816, rektor vid Dramatens elevskola
- Madame Felix
- Adélaide-Thérèse Feuchère
- Monsieur Feuillet
- Louis Frossard, dansare
- Marie-Renée Frossard, dansare
- Sophie Hus, (1758-182?)
- Jean-Rémy Marcadet
- Marie Louise Marcadet, (1758-1804), sångerska och tragedienne
- Sidonie de Massat
- Monsieur Michu
- Madame Montrose
- Jacques Marie Boutet de Monvel, direktör 1781-86
- Catherine-Victoire Le Riche de Cléricourt - Monvel
- Monsieur Sainville
- Monsieur Saint-Ange
- Henri O. Dougherthy de la Tour eller Delatour (1743-?), regissör och direktör 1786-92, från 1791 Gustav IV Adolfs agent i Paris
- Carlo Uttini
- Monsieur Versenil